# Pearl Bailey
Pearl Mae Bailey (Southampton County, Virginia; 29 de marzo de 1918-17 de agosto de 1990) fue una actriz y cantante estadounidense. Tras actuar en el vodevil, debutó en el teatro de Broadway con St. Louis Woman  en 1946. Ganó un Tony por el papel principal de la producción Hello, Dolly!, toda ella con artistas negros, en 1968. Su interpretación de la canción "Takes Two to Tango" consiguió ser una de las favoritas de 1952.

## Biografía
Nació en Southampton County, Virginia. Sus padres eran el reverendo Joseph Bailey y su esposa Ella Mae. 
En 1954 interpretó el papel de Frankie en la versión cinematográfica de Carmen Jones, y su interpretación del tema "Beat Out That Rhythm on the Drum" es uno de los momentos álgidos de la película. También protagonizó el musical de Broadway House of Flowers. Para cuando debutó en cine contaba ya con gran experiencia en teatros, y llegó a ayudar a un joven Tony Bennett dándole un empleo como cantante telonero en un espectáculo suyo. Gracias a ella, le vio Bob Hope y así se inició el despegue de Bennett como artista. 
En 1959, fue Maria en la versión filmada de Porgy and Bess, protagonizada por Sidney Poitier y Dorothy Dandridge. Ese año también hizo el papel de "Aunt Hagar" en St. Louis Blues, junto a Mahalia Jackson, Eartha Kitt, y Nat King Cole. 
En los años setenta tuvo su propio programa de televisión, y también dio voz a personajes de dibujos animados tales como Tubby the Tuba (1976) y The Fox and the Hound (1981), de Disney. 
Volvió a Broadway en 1975, con el papel principal de Hello Dolly. 
Posteriormente consiguió una licenciatura en Teología por la Universidad de Georgetown en Washington D. C. en 1985.
En 1987, Bailey ganó un Daytime Emmy por su actuación como hada madrina en el programa televisivo de la ABC Cindy Eller: A Modern Fairy Tale. 
Hacia el final de su carrera fue fija como portavoz en una serie de anuncios comerciales de Duncan Hines.
Bailey era Republicana, y fue designada en 1970 por el presidente Richard Nixon como "Embajadora del Amor" de América. Formó parte de diversas reuniones de las Naciones Unidas, apareciendo ocasionalmente desorientada. Posteriormente tomó parte en una campaña para la elección como Presidente de Gerald Ford en los comicios de 1976.
Fue recompensada con una Medalla Presidencial de la Libertad el 17 de octubre de 1988.
Estuvo casada con John Randolph Pinkett desde el 31 de agosto de 1948 hasta marzo de 1952, finalizando el matrimonio en divorcio. El 19 de noviembre de 1952 se casó con el baterista de jazz Louie Bellson. Tuvo dos hijos.
Pearl Bailey falleció por un fallo cardiaco en 1990.

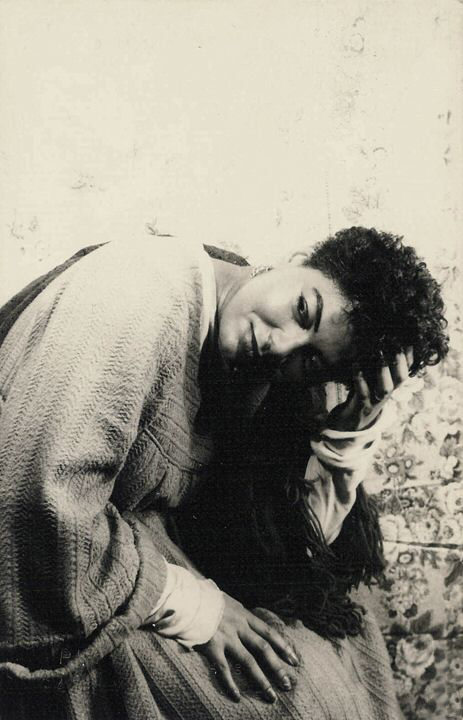
Pearl Bailey, por Carl Van Vechten.

## Filmografía
- Variety Girl (1947)
- Isn't It Romantic? (1948)
- Carmen Jones (1954)
- That Certain Feeling (1956)
- St. Louis Blues (1958)
- Porgy and Bess (1959)
- All the Fine Young Cannibals (Los jóvenes caníbales) (1960)
- The Landlord (1970)
- The Last Generation (1971)
- Tubby the Tuba (1975) (voz)
- Norman... Is That You? (1976)
- The Fox and the Hound (1981) (voz)

## Discografía
- Pearl Bailey Sings for Adults Only (LP, ca. 1960, Roulette Records # R-25016).  (enlace roto disponible en Internet Archive; véase el historial, la primera versión y la última).